# نصير الميموني
نصير الميموني (20 فبراير 1991) هو لاعب كرة قدم مغربي يلعب في مركز خط وسط.

## المسيرة الكروية

### المغرب التطواني (2010–17)
ولد الميموني في تطوان، وبدأ مسيرته الاحترافية في عام 2010 مع نادي المغرب التطواني. ولعب مع النادي لمدة سبع سنوات حتى عام 2017، وشارك خلال تلك الفترة في أكثر من مائة مباراة. أثناء وجوده في النادي، فاز بالدوري مرتين ( 2011–12 و2013–14) ولعب أيضًا في كأس العالم للأندية 2014. في فبراير 2016، خاض تجربة مع نادي أتلتيكو مدريد الإسباني.

### اتحاد طنجة (2017–18)
وفي عام 2017 انتقل إلى نادي اتحاد طنجة. ثم عاد إلى ناديه السابق في عام 2018 في صفقة إعارة.

### أتلتيكو كلكتا (2018)
في 13 يوليو 2018، انضم إلى نادي ATK في الدوري الهندي الممتاز. غادر النادي في نهاية العام.[بحاجة لمصدر]

### المغرب التطواني (2019)
عاد إلى ناديه السابق المغرب التطواني في يناير 2019.

## المسيرة الدولية
اختير ضمن تشكيلة فريق منتخب المغرب تحت 23 عامًا.

## إحصائيات
آخر تحديث 13 يوليو 2018.
| النادي          | الموسم          | الدوري                   | الدوري | الدوري  | الكأس  | الكأس   | أخرى   | أخرى    | المجموع | المجموع |
| النادي          | الموسم          | القسم                    | الظهور | الأهداف | الظهور | الأهداف | الظهور | الأهداف | الظهور  | الأهداف |
| --------------- | --------------- | ------------------------ | ------ | ------- | ------ | ------- | ------ | ------- | ------- | ------- |
| المغرب التطواني | 2010–11         | البطولة الوطنية المغربية | 4      | 0       | 0      | 0       | —      | —       | 4       | 0       |
| المغرب التطواني | 2011–12         | البطولة الوطنية المغربية | 29     | 0       | 0      | 0       | —      | —       | 29      | 0       |
| المغرب التطواني | 2012–13         | البطولة الوطنية المغربية | 6      | 0       | 0      | 0       | —      | —       | 6       | 0       |
| المغرب التطواني | 2013–14         | البطولة الوطنية المغربية | 26     | 0       | 0      | 0       | —      | —       | 26      | 0       |
| المغرب التطواني | 2014–15         | البطولة الوطنية المغربية | 16     | 1       | 0      | 0       | 6      | 0       | 22      | 1       |
| المغرب التطواني | 2015–16         | البطولة الوطنية المغربية | 23     | 1       | 2      | 0       | 5      | 0       | 30      | 1       |
| المغرب التطواني | 2016–17         | البطولة الوطنية المغربية | 22     | 0       | 0      | 0       | —      | —       | 22      | 0       |
| المغرب التطواني | المجموع         | المجموع                  | 126    | 2       | 2      | 0       | 11     | 0       | 139     | 2       |
| نادي اتحاد طنجة | 2017–18         | البطولة الوطنية المغربية | 8      | 0       | 4      | 0       | —      | —       | 12      | 0       |
| المغرب التطواني | 2017–18         | البطولة الوطنية المغربية | 13     | 1       | 0      | 0       | —      | —       | 13      | 1       |
| أتلتيكو كلكتا   | 2018–19         | دوري السوبر الهندي       | 9      | 1       | 0      | 0       | —      | —       | 9       | 1       |
| المجموع الوظيفي | المجموع الوظيفي | المجموع الوظيفي          | 147    | 3       | 5      | 0       | 11     | 0       | 172     | 4       |

1. ↑  ظهر في دوري أبطال إفريقيا وفي كأس العالم للأندية
2. ↑  ظهر في دوري أبطال إفريقيا

## الإنجازات

### النادي
المغرب التطواني
- البطولة (2): 2011–12،[3] 2013–14.[3]

اتحاد طنجة
- البطولة (1): 2017–18.[3]

## روابط خارجية
- نصير الميموني على موقع الاتحاد الدولي (مؤرشف)  (الإنجليزية)
- نصير الميموني على موقع قاعدة بيانات كرة القدم.إي يو (الإنجليزية)
- نصير الميموني على موقع Soccerway.com (الإنجليزية)
- نصير الميموني على موقع AS.com (الإسبانية)